# Engagement pour la Citoyenneté et le Développement
L' Engagement pour la Citoyenneté et le Développement (ECIDE) est un parti politique en république démocratique du Congo. Il est fondé le 9 mars 2009 par Martin Fayulu. Il fait partie de l´opposition congolaise.

## Histoire
L’ECiDé a été créé dans les années 2000–2009 par des acteurs politiques congolais, dont Martin Fayulu, dans le but de proposer une alternative politique fondée sur la bonne gouvernance, la citoyenneté et le développement. Il se positionne comme un parti d’opposition qui souhaite investir dans le citoyen pour transformer la société congolaise.

## Participation aux élections
Le parti a participé à plusieurs scrutins en RDC, soutenant notamment Martin Fayulu, qui a porté la vision de l’ECiDé lors des campagnes présidentielles. Ses positions critiques sur la gouvernance actuelle et son engagement pour un changement structurel ont marqué le paysage politique congolais.

## Jeunesse de l'ECIDE
La « Ligue des Jeunes » d’ECiDé est l’organe dédié à l’engagement et à la mobilisation des jeunes au sein du parti.

### Rôle
La Ligue des Jeunes ECiDé vise à rassembler la jeunesse congolaise autour des valeurs et du projet de société défini par ECiDé. Elle encourage les jeunes à s’impliquer dans la vie politique, sociale et citoyenne du pays. Cela se traduit par l’organisation de réunions, de débats, et d’actions visant à sensibiliser et à former les jeunes sur leurs droits et devoirs civiques.

### Engagements
La Ligue des Jeunes joue un rôle clé dans la communication des messages du parti, notamment lors d’événements publics ou de manifestations. Elle s’efforce de porter la voix des jeunes et de contribuer à la transformation sociopolitique de la RDC en participant activement aux initiatives de l’ECiDé, comme la promotion de la bonne gouvernance, de l’éducation et du développement économique.

## Développement et engagement

### Inspiration pour une transformation
L’ECiDé se veut un vecteur de changement, visant à bâtir une nation prospère grâce à l’investissement dans l’humain, l’éducation, la santé et l’emploi. Il encourage une mobilisation citoyenne pour que chaque Congolais prenne conscience de ses droits et devoirs afin de contribuer à un développement durable.

## Vision
Le parti s’articule autour de plusieurs axes fondamentaux, notamment :
- La citoyenneté : encourager la participation active de tous les Congolais à la vie politique et au développement du pays.
- Le social-libéralisme : combiner les principes du libéralisme et du socialisme afin de créer une économie de marché régulée par l’État, pour réduire les inégalités.
- La réconciliation : favoriser l’unité nationale et le dialogue entre les différentes communautés pour surmonter les conflits historiques et actuels.

## Membres notoires du parti
- Martin Fayulu
- Devos Kitoko[7]
- Alex Dende
- M.J. Luhaka